# Grand Prix automobile de Rouen-les-Essarts 1954
Le quatrième Grand Prix de Rouen-les-Essarts est une course automobile de Formule 1 hors championnat organisée le 11 juillet 1954, par temps chaud et sec, sur le circuit de Rouen-les-Essarts à Grand-Couronne près de Rouen en Normandie. Le vainqueur est Maurice Trintignant au volant d'une Ferrari 625. Le pilote français a également décroché la pole et réalisé le meilleur tour. Prince Bira et Roy Salvadori ont rallié l'arrivée aux deuxième et troisième places avec leur Maserati 250F,.

## Classement

### Course
| Pos | No | Pilote                | Équipe            | Voiture            | Temps/Abandon                              | Position sur la grille |
| --- | -- | --------------------- | ----------------- | ------------------ | ------------------------------------------ | ---------------------- |
| 1   | 18 | Maurice Trintignant   | Scuderia Ferrari  | Ferrari 625        | 3h 40' 34" 5, 132.12 km/h                  | 1                      |
| 2   | 22 | Prince Bira           | Prince Bira       | Maserati 250F      | +1 tour                                    | 8                      |
| 3   | 30 | Roy Salvadori         | Gilby Engineering | Maserati 250F      | +5 tours                                   | 9                      |
| 4   | 6  | Georges Berger        | Equipe Gordini    | Gordini T16        | +5 tours                                   | 12                     |
| 5   | 34 | Jorge Daponte         | Jorge Daponte     | Maserati A6GCM     | +10 tours                                  | 14                     |
| 6   | 4  | Clemar Bucci          | Equipe Gordini    | Gordini T16        | +11 tours, boîte de vitesse                | 7                      |
| 7   | 28 | Ted Whiteaway         | E.N. Whiteaway    | HWM-Alta           | +15 tours                                  | 13                     |
| 8   | 12 | Robert Manzon         | Equipe Rosier     | Ferrari 625        | +15 tours                                  | 6                      |
| 9   | 10 | Louis Rosier          | Equipe Rosier     | Ferrari 500        | +22 tours                                  | 11                     |
| Ret | 8  | André Pilette         | Equipe Gordini    | Gordini T16        | 40 tours, transmission                     | 5                      |
| Ret | 24 | Harry Schell          | Harry Schell      | Maserati A6GCM     | 33 tours, mécanique                        | 10                     |
| Ret | 14 | José Froilán González | Scuderia Ferrari  | Ferrari 553        | 16 tours, Moteur                           | 4                      |
| DSQ | 16 | Mike Hawthorn         | Scuderia Ferrari  | Ferrari 625        | poussée au démarrage                       | 3                      |
| DSQ | 2  | Jean Behra            | Equipe Gordini    | Gordini T16        | poussée au démarrage                       | 2                      |
| DNS | 32 | Alan Brown            | Ecurie Richmond   | Cooper T23-Bristol |                                            | -                      |
| DNQ | 4  | Jacques Pollet        | Equipe Gordini    | Gordini T16        | Voiture qualifiée par Bucci                | -                      |
| DNA | 6  | Roberto Mieres        | Roberto Mieres    | Maserati A6GCM     | accident de transporteur, voiture détruite | -                      |
| DNA | 6  | Giovanni de Riu       | Giovanni de Riu   | Maserati A6GCM     |                                            | -                      |